# Adam Langer
Adam Langer (Chicago, 1967) è un giornalista e scrittore statunitense.
Divenuto noto per il suo romanzo d'esordio, I giorni felici di California Avenue, unico tradotto in Italia. Nel 2005 è uscito il seguito, The Washington Story, ancora inedito in Italia.

## Biografia
Adam Langer è cresciuto nella zona di West Rogers Park di Chicago, dove ha frequentato la scuola elementare di Daniel Boone. Ha in seguito frequentato la Evanston Township High School dal 1980 al 1984 e si è diplomato al Vassar College nel 1988. Tornato a Chicago, ha lavorato per poco più di un decennio, come redattore, autore di saggistica, drammaturgo, regista teatrale e produttore cinematografico. Nel 2000 ha vinto una borsa di studio alla Columbia University's National Arts Journalism Program ed è rimasto a New York come redattore capo della rivista Book Magazine fino al 2003. Ora è uno scrittore a tempo pieno. È sposato con Beate Sissenich, titolare di una cattedra di Scienze Politiche all'Indiana University. Hanno due figlie, Nora Langer Sissenich e Solveig Langer Sissenich.

## Romanzi
- I giorni felici di California Avenue (2004)
- The Washington Story (2005)
- Ellington Boulevard (2008)
- My Father's Bonus March (2009)
- The Thieves of Manhattan (2010)